# Pala (Anatolien)

Lage von Pala im Anatolien der Bronzezeit

Palā (hethitisch: URUpa-la-a; Sprache: palaumnili) war ein Land im nördlichen Anatolien während der Bronzezeit. Es spielte nie eine bedeutende politische Rolle, ist aber wegen der überlieferten Palaischen Sprache für die Forschung von Interesse, da diese als Schwestersprache des Hethitischen zu den drei bekannten bronzezeitlichen Sprachen des Anatolischen gehörte. Das Volk wird Palaer genannt.

## Lage
Das Land Pala lag nordwestlich des unteren Kızılırmak und war eine Randregion des Hethitischen Reiches. Es wird häufig zusammen mit der hethitischen Region Tummana genannt. Dies legt eine Identifizierung der beiden Länder mit den antiken Regionen Blaëne (Βλαηνή) und Domanitis (Δομανῖτις) in Paphlagonien nahe. Demnach lag Pala am oberen und Tummana am unteren Gökırmak (᾿Αμνίας), einem linken Nebenfluss des Kızılırmak, doch dürfte sich Pala in der Bronzezeit über dieses Gebiet hinaus erstreckt haben. Als Grenzen können im Osten Tummana, im Westen Kaštama und im Süden Kiššiya, welches um Ankara lag, angegeben werden.

## Geschichte
Pala wird erstmals in den Hethitischen Gesetzen (17. Jh. v. Chr.) genannt. In § 5 wird die Buße bei Ermordung eines Händlers in den Ländern Ḫatti, Pala und Luwiya geregelt, was als Hinweis gedeutet wird, dass diese drei Länder unabhängig waren, aber diesbezüglich Abkommen untereinander hatten. Später scheint Pala stets fester Teil des Hethitischen Reiches gewesen zu sein, litt aber unter Einfällen der Kaškäer.
Šuppiluliuma I. setzte seinen Neffen Ḫutupiyanza als Verwalter in Pala ein, und nachdem Muršili II. die Kaškäer aus Tummana vertrieben hatte, wurde er auch dort als Verwalter eingesetzt. Ḫutupiyanza gelang es schließlich noch, die benachbarte Region Kalašma von den Kaškäern zurückzuerobern.
Als Muwattalli II. die hethitische Hauptstadt nach Tarḫuntašša verlegte, unterstellte er Pala und Tummana zusammen mit anderen benachbarten Ländern und Städten seinem Bruder Ḫattušili.

## Sprache
Das Palaische (palaumnili) ist eine indogermanische Sprache, die einen starken hattischen Einfluss aufweist. Sie ist lediglich in wenigen Ritualtexten aus den hethitischen Archiven überliefert.

## Religion
Der Hauptgott der Palaer war der Wettergott Zaparwa, der zusammen mit der Göttin Kataḫziwuri und dem Sonnengott Tiyaz verehrt wurde. Dazu kamen noch einige minderwichtige Gottheiten. Eine der wenigen namentlich genannten palaischen Personen war die Priesterin Anna (pal. „Mutter“).
Die erhaltenen palaischen Ritualtexte enthalten Götterlisten mit zehn Gottheiten, die vom Wettergott Zaparwa angeführt werden. Der aus dem Hattischen stammende Name ist möglicherweise als Zparfa auszusprechen. Die ebenfalls ursprünglich hattische Göttin Kataḫziwuri tritt als Beschwörerin in Reinigungsritualen auf und gleicht der hethitisch-luwischen Kamrušepa. Der Sonnengott Tiyaz dagegen ist indogermanisches Erbe und kann wie der luwische Sonnengott Tiwad von protoanatolisch *díwot- ‚Sonne, Tag‘ (zu indogermanisch *dei- ‚scheinen‘) abgeleitet werden. Die Hofgöttin Ḫilanzipa hat ihre Entsprechung im hethitischen Gott Ḫilašši (heth. ila ‚Hof‘, šepa ‚Genius‘). Der göttliche Schmied Ḫašamili und die in palaischen Texten als Zauberin bezeichnete Kamana sind wiederum hattischer Herkunft, vermutlich auch Šaušḫalla, doch ist von letzterer Gottheit nichts bekannt. Zu diesen Gottheiten treten noch drei Götterkollektive, die sämtliche Parallelen in anderen anatolischen Religionen haben. Die Schicksalsgottheiten Gulzannikeš entsprechen den hethitischen Gulšeš und der luwischen Schicksalsgöttin Gulza. Die Ilaliyantikeš entsprechen den hethitischen Ilaliyanteš (heth. ilaliya- ‚wünschen‘) und werden bereits in altassyrischen Texten aus Kültepe genannt. Die Uliliyantikeš waren Fruchtbarkeitsgottheiten, die den luwischen Uliliyašši entsprechen, welche im Ritual der luwischen Beschwörerin Paškuwatti gegen männliche Impotenz angerufen werden.